# Vídeňská úmluva o dopravních značkách a signálech
Vídeňská úmluva o dopravních značkách a signálech nebo zkráceně Úmluva o dopravních značkách a signálech je mezinárodní smluvní dohoda uzavřená spolu s Vídeňskou úmluvou o silničním provozu 8. listopadu 1968. Účelem této úmluvy je sjednotit dopravní značení a signalizaci v signatářských zemích do takové míry, aby řidič účastný v mezinárodním provozu mohl bez přemýšlení nebo váhání okamžitě porozumět dopravnímu značení v zemi, ve které se nalézá, a přizpůsobil svou jízdu příslušné značce. Úmluva o značkách vešla v plnou platnost 6. června 1978.
Úmluva o dopravních značkách nahradila, respektive výrazně doplnila předešlou Ženevskou dohodu o dopravním značení a signálech z roku 1949, která vycházela ze Ženevské úmluvy o sjednocení silničního značení z roku 1931.
Většina zemí světa v provedení národního dopravního značení vychází z pravidel nebo doporučení uvedených ve Vídeňské úmluvě, byť bývá většinou stát od státu mírně odlišné.

## Pravidla pro dopravní značení

### Dopravní značky
Článek 2. Vídeňské úmluvy o dopravních značkách a signálech definuje osm základních kategorií dopravních značek označených písmeny:
- A – Varovné značky
- B – Značky přednosti v jízdě
- C – Zákazové značky
- D – Příkazové značky
- E – Zvláštní předpisové značky
- F – Informační a oznamovací značky
- G – Směrové, poziční a lokační značky
- H – Doplňující tabulky

Úmluva dále pro každou takovou značku definuje tvar, velikosti a použité barvy. Ty si může každý signatářský stát zvolit po svém, pokud dodrží pravidla stanovená úmluvou:
| Kategorie nebo název značky                                                                                                | Tvar značky                                                                         | Pozadí značky                | Ohraničení značky     | Velikost                                             | Barva symboliky                                         | Ukázka         |
| Varovné značky | Varovné značky                                                                      | Varovné značky               | Varovné značky        | Varovné značky                                       | Varovné značky                                          | Varovné značky |
| --- | ----------------------------------------------------------------------------------- | ---------------------------- | --------------------- | ---------------------------------------------------- | ------------------------------------------------------- | -------------- |
| Varovné značky (obecně) | Rovnostranný trojúhelník                                                            | Bílé, žluté                  | Červené               | - Velká – 0,9 m - Malá – 0,6 m                       | Černá, tmavě modrá                                      |                |
| Varovné značky (obecně) | Kosočtverec                                                                         | Žluté                        | Černé                 | - Velká – 0,6 m - Malá – 0,4 m                       | Černá, tmavě modrá                                      |                |
| Značky přednosti v jízdě                                                                                                   |                                                                                     |                              |                       |                                                      |                                                         |                |
| Dej přednost v jízdě! | Převrácený rovnostranný trojúhelník                                                 | Bílé, žluté                  | Červené               | - Velká – 0,9 m - Malá – 0,6 m                       | —                                                       |                |
| Stůj! Dej přednost v jízdě!                                                                                                | Osmiúhelník                                                                         | Červené                      | Bílé                  | - Velká – 0,9 m - Malá – 0,6 m                       | Bílá                                                    |                |
| Stůj! Dej přednost v jízdě!                                                                                                | Kruh                                                                                | Bílé, žluté                  | Červené               | - Velká – 0,9 m - Malá – 0,6 m                       | Černé nebo tmavě modré písmo, červený trojúhelník       |                |
| Hlavní silnice | Kosočtverec                                                                         | Bílé                         | Černé                 | - Velká – 0,5 m - Malá – 0,35 m                      | Žlutá, oranžová                                         |                |
| Konec hlavní silnice | Kosočtverec                                                                         | Bílé                         | Černé                 | - Velká – 0,5 m - Malá – 0,35 m                      | Žlutý nebo oranžový kosočtverec, černá nebo šedá čára   |                |
| Přednost protijedoucím vozidlům                                                                                            | Kruh                                                                                | Bílé, žluté                  | Červené               | —                                                    | Černá šipka mířící dolu, červená míří nahoru            |                |
| Přednost před protijedoucími vozidly                                                                                       | Čtverec                                                                             | Modré                        | —                     | —                                                    | Bílá šipka mířící nahoru, červená mířící dolu           |                |
| Zákazové značky |                                                                                     |                              |                       |                                                      |                                                         |                |
| Zákaz (obecně) | Kruh                                                                                | Bílé, žluté                  | Červené               | - Velká – 0,6 m - Malá – 0,4 m                       | Černá, tmavě modrá                                      |                |
| Zákaz stání | Kruh                                                                                | Modré                        | Červené               | - Velká – 0,6 m - Malá – 0,2 m                       | —                                                       |                |
| Zákaz stání | Kruh                                                                                | Bílé, žluté                  | Červené               | - Velká – 0,6 m - Malá – 0,2 m                       | Černá, tmavě modrá                                      |                |
| Zákaz zastavení | Kruh                                                                                | Modré                        | Červené               | - Velká – 0,6 m - Malá – 0,4 m                       | —                                                       |                |
| Konec všech zákazů | Kruh                                                                                | Bílé, žluté                  | —                     | - Velká – 0,6 m - Malá – 0,4 m                       | Černé nebo šedé čáry                                    |                |
| Příkazové značky |                                                                                     |                              |                       |                                                      |                                                         |                |
| Příkazové značky (obecně)                                                                                                  | Kruh                                                                                | Modré                        | —                     | - Velká – 0,6 m - Malá – 0,4 m - Zvlášť malá – 0,3 m | Bílá                                                    |                |
| Příkazové značky (obecně)                                                                                                  | Kruh                                                                                | Bílé, žluté                  | Červené               | - Velká – 0,6 m - Malá – 0,4 m - Zvlášť malá – 0,3 m | Černá, tmavě modrá                                      |                |
| Zvláštní předpisové značky                                                                                                 |                                                                                     |                              |                       |                                                      |                                                         |                |
| Zvláštní předpisové značky (obecně)                                                                                        | Obdélník                                                                            | Modré                        | —                     | —                                                    | Bílá, ale může být doplněna o červenou čáru             |                |
| Zvláštní předpisové značky (obecně)                                                                                        | Obdélník                                                                            | Libovolná světlá barva       | —                     | —                                                    | Černá, ale může být doplněna i o části v jiných barvách |                |
| Informační a oznamovací značky                                                                                             |                                                                                     |                              |                       |                                                      |                                                         |                |
| Informační a oznamovací značky (obecně)                                                                                    | —                                                                                   | Modré, zelené                | —                     | —                                                    | Černá symbolika v bílém nebo žlutém čtverci             |                |
| Směrové, poziční a lokační značky                                                                                          |                                                                                     |                              |                       |                                                      |                                                         |                |
| Informační směrové značky                                                                                                  | Obdélník (s trojúhelníkovým zkosením místo šipky, stanoví-li si tak příslušný stát) | Jakákoliv světlá barva       | —                     | —                                                    | Jakákoliv tmavá barva, doporučuje se černá              |                |
| Informační směrové značky                                                                                                  | Obdélník (s trojúhelníkovým zkosením místo šipky, stanoví-li si tak příslušný stát) | Jakákoliv tmavá barva        | —                     | —                                                    | Jakákoliv světlá barva                                  |                |
| Dálnice | Obdélník                                                                            | Modré, zelené                | —                     | —                                                    | Bílá                                                    |                |
| Dočasné značení (obecně)                                                                                                   | Obdélník                                                                            | Žluté, oranžové              | —                     | —                                                    | Černá                                                   |                |
| Doplňkové tabulky |                                                                                     |                              |                       |                                                      |                                                         |                |
| Doplňkové tabulky (obecně)                                                                                                 | —                                                                                   | Bílé, modré, žluté, oranžové | Černé, modré, červené | —                                                    | Černá, tmavě modrá                                      |                |
| Doplňkové tabulky (obecně)                                                                                                 | —                                                                                   | Černé, červené, tmavě modré  | Bílé, modré, žluté    | —                                                    | Bílá, modrá, žlutá                                      |                |
| Pozn.: Parametry, ve kterých je uvedena pomlčka (—) nejsou úmluvou ustanoveny a tak si je stanovuje každý národ dle svého. |                                                                                     |                              |                       |                                                      |                                                         |                |

Úmluva dále ustanovuje podobu symbolů a piktogramů, jejich význam ad. Pokud je pro danou příležitost ustanoveno více symbolů nebo piktogramů, příslušný stát si volí některý z nich, nemůže však na každé značce mít různé piktogramy určené pro stejnou příležitost. Provedení a podoba symbolů nebo piktogramů může být v dané zemi mírně upravena či pozměněna (příkladem může být polské značení), podoba však musí zůstat taková, aby se smysl příslušného piktogramu neztratil nebo nestal sporným.

### Světelná signalizace
Úmluva mimo jiné též stanovuje podobu, barvy a jejich význam u světelné signalizace.
| Druh signalizace     | Tvar                             | Barva          | Barva                                                      | Umístění                                                                            | Význam |
| -------------------- | -------------------------------- | -------------- | ---------------------------------------------------------- | ----------------------------------------------------------------------------------- | --- |
| Nepřerušované světlo | Kruh                             |                | Zelená                                                     | Na křižovatkách                                                                     | Volno, provoz je možný |
| Nepřerušované světlo | Kruh                             |                | Žlutá                                                      | Na křižovatkách, železničních přejezdech, pohyblivých mostech                       | Pozor, zastavit vozidlo nebo přizpůsobit jízdu situaci                                                                                             |
| Nepřerušované světlo | Kruh                             |                | Červená                                                    | Na křižovatkách                                                                     | Zastavit a stát |
| Nepřerušované světlo | Kruh                             |                | Červená + Žlutá                                            | Na křižovatkách                                                                     | Pozor, za okamžik dojde ke změně signalizace |
| Nepřerušované světlo | Kruh                             | Žlutá + Zelená |                                                            | Na křižovatkách                                                                     | Pozor, za okamžik dojde ke změně signalizace |
| Nepřerušované světlo | Šipka mířící vlevo/nahoru/vpravo |                | Zelená                                                     | Na křižovatkách                                                                     | Volno v udaném směru, provoz je možný pro vozidla odbočující vlevo/vpravo nebo jedoucí rovně; podle toho, kam míří šipka                           |
| Nepřerušované světlo | Šipka mířící dolu                |                | Zelená                                                     | Nad jízdním pruhem                                                                  | Volno, provoz v příslušném pruhu je možný |
| Nepřerušované světlo | Křížek ve tvaru X                |                | Červená                                                    | Nad jízdním pruhem                                                                  | Pruh uzavřen, provoz v příslušném pruhu není možný                                                                                                 |
| Nepřerušované světlo | Šipka mířící diagonálně dolu     |                | Žlutá, bílá                                                | Nad jízdním pruhem                                                                  | Pruh brzy skončí, zařadit se do pruhu na šipkou udané straně                                                                                       |
| Přerušované světlo   | Kruh                             |                | Červená (dva kruhy vedle sebe, která se navzájem střídají) | Na železničních přejezdech, pohyblivých mostech, u výjezdů hasičů, záchranné služby | Zastavit a stát |
| Přerušované světlo   | Kruh                             |                | Bílá                                                       | Na železničních přejezdech                                                          | Volno, provoz je možný |
| Přerušované světlo   | Kruh                             |                | Žlutá                                                      | Kdekoliv, kromě křižovatek                                                          | Pozor, přizpůsobte jízdu situaci |
| Přerušované světlo   | Kruh                             |                | Žlutá                                                      | Na křižovatkách                                                                     | Pozor, světelná signalizace křižovatky zneprovozněna. Přednost v jízdě určují příslušené značky, pravidlo přednosti zprava nebo příslušník policie |

Červené světlo musí být ve všech případech umístěno nahoře.

## Související
- Vídeňská úmluva o silničním provozu